# Philippe Zdar
Philippe Cerboneschi, dit Zdar ou Philippe Zdar, né le 28 janvier 1967 à Aix-les-Bains et mort le 19 juin 2019 à Paris, est un musicien, producteur et ingénieur du son français.

## Biographie
Philippe Cerboneschi est le fils de parents hôteliers.
Lors de son service national, de 1985 à 1986, il est incorporé à Toulouse-Francazal au sein de la base opérationnelle mobile aéroportée (Bomap). Il obtient le brevet militaire de parachutiste et le brevet d'auxiliaire sanitaire lors de deux stages distincts effectués à l'École des troupes aéroportées (Etap) de Pau.
Installé à Paris, il intègre le studio Marcadet dans les années 1980 et apprend le métier d'ingénieur du son auprès de Dominique Blanc-Francard, ingénieur du son et réalisateur musical français renommé. Ce dernier le présente à son fils, Hubert Blanc-Francard, dit "Boombass", qui devient son compagnon musical. Il poursuivra quelque temps son activité d'assistant lors d'un bref passage aux studios Plus XXX, toujours auprès de Dominique Blanc-Francard.
En 1990, Zdar réalise l'instrumentation du morceau Bouge de là de MC Solaar, encore au début de sa carrière. Intéressé par le son hip-hop, il réalise avec Boombass un EP au son hip-hop intitulé Tribulations Extra-sensorielles, publié sur le label britannique Mo' Wax en 1994, sous le pseudonyme La Funk Mob. Entre-temps, Philippe découvre le monde de la techno grâce aux raves et fonde en 1992 le groupe Motorbass avec son ami Étienne de Crécy. Ils réaliseront deux disques avant de sortir quelques années plus tard en 1996 l'album Pansoul, qui connaîtra un franc succès et terminera 9e meilleur album de l'année. C'est la même année que Zdar réussit à convertir Boombass aux sonorités house et techno : les deux compères publient Foxxy, leur première sortie ensemble sous le nom L'Homme Qui Valait Trois Milliard$. Quelque temps après, ils opteront pour le pseudonyme Cassius, avec qui ils vont exceller dans le domaine de la House music.
À la fin de 1998, ils sortent leur premier single Cassius 99, extrait de leur premier album intitulé 1999. Le succès du disque est retentissant puisqu'il se classe dans le top 10 du UK Singles Chart au Royaume-Uni et dans le top 10 du Hot Dance Club Play aux Etats-Unis. Dans la foulée, l'album 1999 sort peu de temps après en janvier 1999. Ce disque regroupe les styles musicaux propices à Zdar et Boombass tels que le funk ou le hip-hop avec le son de la house qu'ils expérimentent depuis désormais 3 ans. Cette fusion de styles permettra donc la réussite de l'album, ce qui va leur faire accéder à un certain gain de notoriété et de prouver que Cassius font désormais partie des représentants phares de la French touch aux côtés de Daft Punk et Air.
À l'aube des années 2000, Philippe a racheté le studio de Dominique Blanc-Francard, au 84, rue des Martyrs, dans le 18e arrondissement de Paris. Il l'a délaissé deux ou trois années durant, le temps d'avoir les fonds pour le rénover entièrement. Donc, en plus de sa carrière de musicien, d'ingénieur du son, il est producteur, et accueille des dizaines d'artistes dans son studio, Motorbass, du nom de son premier groupe, tout en continuant sa carrière au sein de Cassius, avec son grand ami, Hubert Blanc-Francard "Boombass". Il est nommé chevalier de l'ordre des Arts et des Lettres,, en janvier 2005.

### Mort
Le 19 juin 2019, à son domicile parisien situé rue Caulaincourt, dans le 18e arrondissement, Philippe Zdar fait une chute mortelle en tombant du troisième étage lorsque le garde-corps d'une fenêtre sur lequel il s'appuie cède. Il était âgé de 52 ans.
Il est inhumé au cimetière de Montmartre (22e division).

## Albums produits, mixés et enregistrés, tout ou partie par Philippe Zdar
- MC Solaar – Qui sème le vent récolte le tempo (1991)
- MC Solaar – Prose combat (1994)
- Les Sages Poètes de la rue - Qu'est-ce qui fait marcher les sages ? (1995)
- Phoenix – United (2000)
- Cut Copy – Bright Like Neon Love (2004)
- Chromeo – Fancy Footwork (2007)
- Phoenix – Wolfgang Amadeus Phoenix (2009)
- Chromeo – Business Casual (2010)
- Two Door Cinema Club – Tourist History (2010)
- Beastie Boys - Hot Sauce Committee Part Two (2011)
- The Rapture – In the Grace of Your Love (2011)
- Lou Doillon – Places (2012)
- Kindness – World, You Need a Change of Mind (2012)
- Phoenix – Bankrupt! (2013)
- Jackson and His Computer Band - Glow (2013)
- Sébastien Tellier – Confection (2013)
- Sébastien Tellier – L'Aventura (2014)
- -M-, Toumani Diabaté et Sidiki Diabaté – Lamomali (2017)
- Franz Ferdinand – Always Ascending (2018)
- -M- – Lettre infinie (2019) (enregistré et mixé par Zdar à l'exception de Superchérie et L'Autre Paradis)
- Hot Chip – A Bath Full of Ecstasy (2019)
- Sons of Raphael – Full-Throated Messianic Homage (2021)

## Distinctions
- Chevalier de l'ordre des Arts et des Lettres (2005)